# Pycnoepisinus kilimandjaroensis
Pycnoepisinus kilimandjaroensis là một loài nhện trong họ Theridiidae. Chúng thuộc chi Pycnoepisinus và được Jörg Wunderlich miêu tả năm 2008.